# Dirphia lemoulti
Dirphia lemoulti är en fjärilsart som beskrevs av Eugène Louis Bouvier 1930. Dirphia lemoulti ingår i släktet Dirphia och familjen påfågelsspinnare. Inga underarter finns listade i Catalogue of Life.